# In the Street (film)
In the Street is een Amerikaanse korte documentaire uit 1948. De film toont het dagelijkse leven in de New Yorkse wijk Harlem in de jaren veertig van de twintigste eeuw. De film wordt vaak gezien als verlengstuk van het oeuvre van fotografe Helen Levitt. De film werd in 2006 opgenomen in de National Film Registry.